# Preformationsteorin

Jan Swammerdam, Miraculum naturae sive uteri muliebris fabrica, 1729

Preformationsteorin (av latin praeformare, forma i förhand) var en utbredd naturvetenskaplig samt embryologisk teori på 1600-talet och in på början av 1800-talet. Teorin innebar att sädesceller bestod av miniatyrindivider av arten, vilket i sin tur bar på nästa generation osv, likt en rysk matrjosjka docka. För att individen skulle kunna utvecklas behövde den “planteras” in i en kvinnas kropp. De främsta företrädarna för teorin var en italienaren vid namn Marcello Malpighi (1628-1694) och nederländaren Antonie van Leeuwenhoek (1632-1723).[källa behövs]